# 庫恩鎮區 (愛荷華州比尤納維斯塔縣)
庫恩鎮區（英語：Coon Township）是位於美國愛荷華州比尤納維斯塔縣的一個行政鎮區。

## 地方資料
根據2010年美國人口普查的數據，庫恩鎮區的面積為93.84平方千米，當中陸地面積為93.84平方千米，而水域面積為0.00平方千米。當地共有人口237人，而人口密度為每平方千米2.53人。